# فرودگاه هوانگسوون
فرودگاه هوانگسوون (به انگلیسی: Hwangsuwon Airport) یک فرودگاه نظامی است . این فرودگاه در کشور کره شمالی قرار دارد و در ارتفاع ۱۱۶۸ متری از سطح دریا واقع شده‌است.